# Шатаєв Микола Іванович
Микола Іванович Шатаєв (рос. Николай Иванович Шатаев; 5 квітня 1914, Дубрава — 8 лютого 1990, Київ) — радянський військовий льотчик, Герой Радянського Союзу (1946), у роки німецько-радянської війни заступник командира 3-го гвардійського бомбардувального авіаційного полку 2-ї гвардійської бомбардувальної авіаційної дивізії 2-го гвардійського бомбардувального авіаційного корпусу 18-ї повітряної армії, гвардії майор.

## Біографія
Народився 5 квітня 1914 року в селі Дубраві (тепер Рибинського району Ярославської області Росії) в селянській родині. Росіянин. Член КПРС з 1943 року. Закінчив перший курс Харківського фінансово-економічного інституту, школу льотчиків Цивільного повітряного флоту в місті Балашові.
У 1936 році призваний до лав Червоної Армії. У боях німецько-радянської війни з червня 1941 року.
До кінця війни майор М. І. Шатаєв здійснив 225 бойових вильотів на бомбардування військово-промислових об'єктів у глибокому тилу противника і 192 вильоти на бомбардування переднього краю ворога.
Указом Президії Верховної Ради СРСР від 15 травня 1946 року за зразкове виконання завдань командування по знищенні живої сили і техніки противника і проявлені при цьому мужність і героїзм гвардії майору Миколі Івановичу Шатаєву присвоєно звання Героя Радянського Союзу з врученням ордена Леніна і медалі «Золота Зірка» (№ 8972).

Могила Миколи Шатаєва

У 1948 році закінчив Вищу офіцерську льотно-тактичну школу командирів частин. З 1960 року підполковник М. І. Шатаєв — в запасі. Працював на підприємствах «Аерофлоту». Жив у Києві. Помер 8 лютого 1990 року. Похований у Києві на Лук'янівському військовому кладовищі.

## Нагороди
Нагороджений орденом Леніна, трьома орденами Червоного Прапора, орденом Олександра Невського, орденом Вітчизняної війни 1-го ступеня, двома орденами Червоної Зірки, медалями.